# Герасименко, Андрей Степанович
Андрей Степанович Герасименко (16 сентября 1916, Анисов — 26 февраля 1984, там же) — председатель колхоза «Всесвитний Жовтень» Черниговского района Черниговской области Украинской ССР. Герой Социалистического Труда. Депутат Верховного Совета СССР 4—6-го созывов. Делегат XX, XXI и XXII съездов КПСС.

## Биография
Родился 16 сентября 1916 года в селе Анисов ныне Черниговского района Черниговской области в крестьянской семье. Украинец. Образование начальное. Работал в колхозе на рядовых работах. После окончания в 1936 году курсов бригадиров работал бригадиром полеводческой бригады.

#### Великая Отечественная война
В Красную армию призван в 1941 году Черниговским РВК. На фронте — с 1941 года. Служил электромонтёром генераторной станции телеграфно-телефонного батальона 55-го отдельного Петроковского Краснознаменного полка связи. Ефрейтор. Боевой путь Андрея Степановича Герасименко отмечен медалями «За отвагу», «За боевые заслуги».

#### Послевоенное время
После демобилизации А. С. Герасименко вернулся в родной колхоз «Всесвитний Жовтень», был избран его председателем. На этом поприще проработал более 30 лет. За годы руководства вывел колхоз в число передовых хозяйств.

Указом Президиума Верховного Совета СССР от 26 февраля 1958 года за особые заслуги в развитии сельского хозяйства и достижение высоких показателей по производству зерна, сахарной свеклы, мяса, молока и других продуктов сельского хозяйства и внедрение в производство достижений науки и передового опыта председателю колхоза «Всесвитний Жовтень» Черниговского района Черниговской области Герасименко Андрею Степановичу присвоено звание Героя Социалистического Труда с вручением ордена Ленина и медали «Серп и Молот».

Умер 26 февраля 1984 года. Похоронен в центре села Анисов Черниговского района Черниговской области (Украина).

## Награды
- Три ордена Ленина
- Орден Октябрьской Революции
- Орден Трудового Красного Знамени
- Медаль «За отвагу» (16.05.1945)[1]
- Медаль «За боевые заслуги» (16.05.1943)[2]
- Другие боевые медали
- Большая золотая медаль Всесоюзной сельскохозяйственной выставки (1956)
- Две малые золотые медали Всесоюзной сельскохозяйственной выставки (1955, 1957)
- Автомобиль «Победа» (1957)
- Золотая медаль ВДНХ (1963)
- Серебряная медаль ВДНХ (1965)

## Память
На могиле Героя в с. Анисов установлен бюст.